# Coleroa hageniae
Coleroa hageniae är en svampart som först beskrevs av Castell., och fick sitt nu gällande namn av Eboh & Cain 1987. Coleroa hageniae ingår i släktet Coleroa och familjen Venturiaceae.   Inga underarter finns listade i Catalogue of Life.